# Rhinusa neta

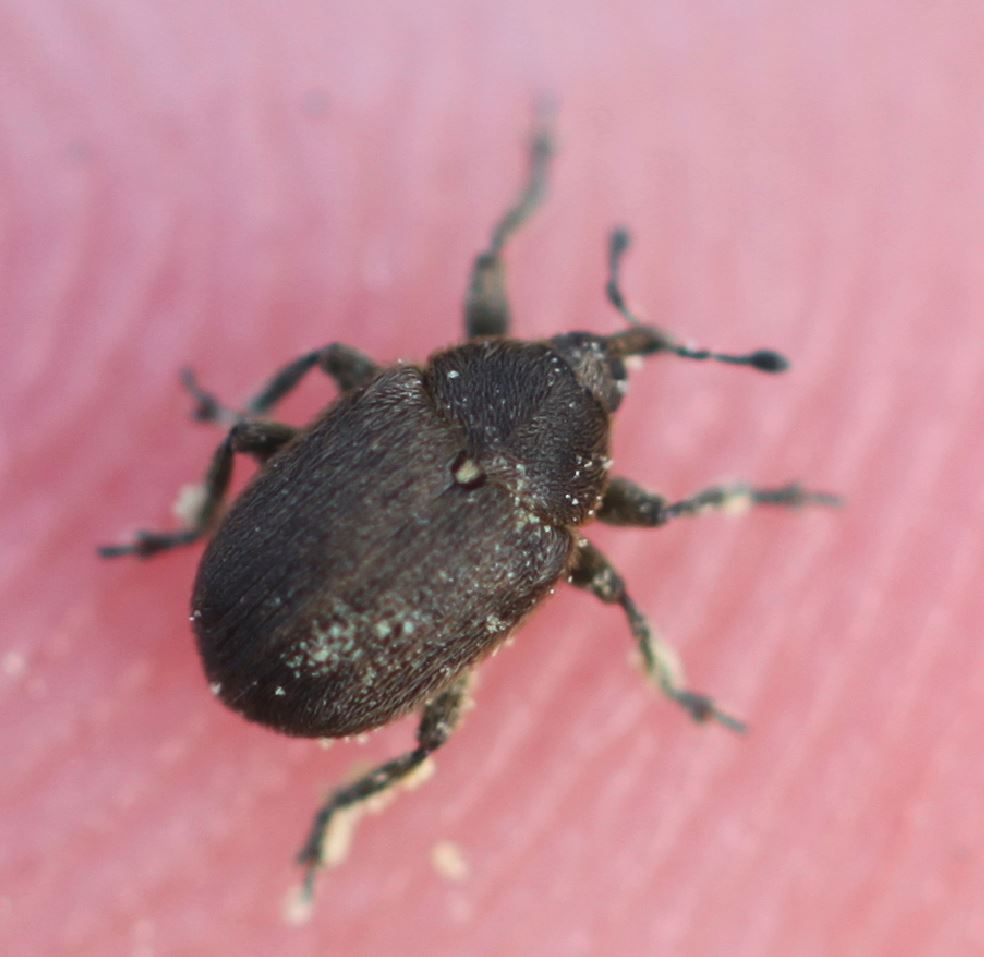
Rhinusa neta

Rhinusa neta ist ein Käfer aus der Familie der Rüsselkäfer.

## Merkmale
Die Käfer werden 2 bis 3,5 mm groß. Ihre Färbung variiert zwischen aschgrau und olivbraun. Ihr ovaler konvexer Körper ist stärker gerundet als der anderer Rhinusa-Arten. Treten Rhinusa neta und Rhinusa antirrhini gemeinsam auf denselben Nahrungspflanzen auf, so sind die Käfer der ersteren Art 50 Prozent größer. Über den Körper der Käfer verlaufen Reihen aus feinen gelbbraunen Härchen. Die Käfer besitzen einen steifen, geraden Rüssel (Rostrum) mit einer stumpfen Spitze. Der Rüssel der Männchen ist im Gegensatz zu dem der Weibchen kürzer als der Halsschild.

## Verbreitung
Rhinusa neta ist im Mittelmeerraum sowie in Süd- und Mitteleuropa heimisch. Im Norden Europas (Dänemark und Schweden) fehlt die Art. Im Osten reicht ihr Vorkommen bis in den Kaukasus und den Mittleren Osten (Iran). In Nordamerika wurde die Art eingeschleppt. 1937 wurde die Art erstmals in Neuengland beobachtet. Für den Pazifischen Nordwesten (Oregon bis British Columbia) gibt es erste Belege aus dem Jahr 1954.

## Lebensweise
Die Käfer findet man meist auf Wiesen, landwirtschaftlich genutzten Flächen und Wegrändern, wo ihre Nahrungs- und Wirtspflanzen wachsen. Diese sind insbesondere das Echte Leinkraut (Linaria vulgaris) und das Dalmatiner-Leinkraut (Linaria genistifolia dalmatica). Weitere Pflanzen, an denen die Käfer vorkommen, sind: Ruten-Leinkraut (Linaria spartea), Linaria supina und Streifen-Leinkraut (Linaria repens) sowie Eiblättriges Tännelkraut (Kickxia spuria) und Großes Löwenmaul (Antirrhinum majus).
Die Eiablage findet gewöhnlich zwischen Juni und August statt. Die Larven entwickeln sich in den Fruchtkapseln ihrer Wirtspflanzen. Die neue Käfer-Generation erscheint im August und September. Die Imagines überwintern und paaren sich im folgenden Frühjahr. Sie sind dann noch zwischen Mai und August zu beobachten.
Die Käferart gilt als ein mögliches Mittel zur biologischen Schädlingsbekämpfung, da sie auf die in Nordamerika eingeschleppten Leinkräuter spezialisiert ist.

## Gefährdung
Die Art gilt in Deutschland als gefährdet.

## Taxonomie
Es gibt folgende Unterarten:
- Rhinusa neta liebmanni (Hoffmann, 1962) – nur in Italien vorkommend[3]
- Rhinusa neta neta (Germar, 1821)

In der Literatur finden sich noch folgende Synonyme, die nicht mehr verwendet werden:
- Cionus netus Germar, 1821
- Gymnetron netum (Germar, 1821)

Weitere nicht mehr gültige Schreibweisen sind Rhinusa netum und Cionus neta.